# Siegmar Wätzlich
Siegmar Wätzlich (Rammenau, 16 de novembro de 1947 – 18 de abril de 2019) foi um futebolista alemão que atuou como defensor.

## Carreira
Wätzlich defendeu somente o Dynamo Dresden em toda sua carreira. Pela Seleção Alemã-Oriental, conquistou a medalha de bronze nos Jogos Olímpicos de 1972 e foi titular na Copa do Mundo FIFA de 1974.
Faleceu em 18 de abril de 2019 aos 71 anos de idade.